# Klassieke genetica
Klassieke genetica is de traditionele biologische wetenschap die overervingspatronen probeert te beschrijven via de bestudering van het fenotype: de uiterlijke kenmerken van een organisme. De klassieke genetica is een oude biologische discipline. Ze gaat terug op de bevindingen van de 19e-eeuwse wetenschapper Gregor Mendel, die op empirische wijze de wetmatigheden van erfelijkheid ontdekte.
Klassieke genetica omvat de technieken en methodieken die in gebruik waren vóór de komst van de moleculaire biologie. Een belangrijke ontdekking van de klassieke genetica was genkoppeling. Het inzicht dat sommige genen niet onafhankelijk van elkaar scheiden tijdens meiose, weerlegde de wetten van Mendeliaanse overerving, en bood de wetenschap een nieuwe manier om kenmerken in kaart te brengen naar een locatie op chromosomen. Genkoppelingskaarten worden nog steeds gebruikt, met name in de plantenveredeling.
Na de ontdekking van de genetische code en daarmee verbonden technieken zoals moleculair klonen, werden de wegen voor genetisch onderzoek aanzienlijk verbreed. Sommige klassieke genetische ideeën zijn door het mechanistische begrip van moleculaire ontdekkingen verdrongen, maar vele worden nog steeds gebruikt. Klassieke genetica wordt vaak gezien als de tegenhanger van de moleculaire genetica, waarin niet het fenotype, maar het genotype het uitgangspunt voor onderzoek is.